# Between Trains
Between Trains è un album di Graziano Romani, contenente reinterpretazioni di brani più o meno noti di cantautori.
Il titolo prende spunto da una canzone di Robbie Robertson inserita nella colonna sonora del film Re per una notte (The King of Comedy) del regista Martin Scorsese.

## Tracce
1. Genesis Hall – 3:34 (Richard Thompson)
2. Between Trains – 4:13 (Robbie Robertson)
3. The Living End – 3:07 (Judee Sill)
4. Sound of Free – 3:32 (Dennis Wilson)
5. Mutineer – 2:58 (Warren Zevon)
6. Brand New Day – 5:28 (Van Morrison)
7. Wichita Lineman – 4:29 (Jimmy Webb)
8. Don't Fall Apart on Me Tonight – 5:57 (Bob Dylan)
9. Grace Darling – 3:27 (Dave Cousins)
10. White Shadow – 4:22 (Peter Gabriel)
11. Last Chance Lost – 4:28 (Joni Mitchell)
12. Real World – 5:15 (Bruce Springsteen)
13. Struggling Man – 4:12 (Jimmy Cliff)

Le tracce Wichita Lineman e Real World, opportunamente rimasterizzate per l'occasione, provengono direttamente dalle registrazioni del "lost album" dei Souldrivers.
Prima di essere incluso in Between Trains, il brano Sound of Free non era mai stato ufficialmente pubblicato su supporto digitale in alcuna parte del mondo.

## Formazione
- Graziano Romani - voce; chitarra acustica; chitarra elettrica; flauto traverso: cori; armonica
- Pat Bonan - batteria; percussioni nelle tracce nr. 01/03; 05; 06; 08; 09 ; 13
- Gigi Cavalli Cocchi - batteria; Percussioni nelle tracce nr. 04; 07; 10; 11; 12
- Max Ori - basso elettrico nelle tracce nr. 01/03; 05; 06; 08; 09 ; 13
- Elisa Minari - basso elettrico nelle tracce nr. 07; 12
- Romme Manzotti - basso elettrico nelle tracce nr. 04; 10; 12
- Massimo "Ice" Ghiacci - contrabbasso nella traccia nr. 11
- Cristiano "Cris" Maramotti - chitarra elettrica; Chitarra acustica nelle tracce nr. 03; 08; 13
- Nicola "Niki" Milazzo - chitarra elettrica nelle tracce nr. 02; 04; 10
- Max Cottafavi - chitarra elettrica nelle tracce nr. 07; 12
- Erik Montanari - chitarra elettrica nelle tracce nr. 05; 06; 09
- Giacomo "Jack" Baldelli - chitarra classica nella traccia nr. 11
- Fabrizio "Tede" Tedeschini - chitarra elettrica nella traccia nr. 01
- Chris Gianfranceschi - pianoforte; organo; tastiere nelle tracce nr. 01 e 08